# Vom Himmel kam der Engel Schar
Vom Himmel kam der Engel Schar ("Dal cielo arrivò la schiera di angeli") è un tradizionale canto natalizio, il cui testo è stato scritto nel 1543 da Martin Lutero. Al testo sono state aggiunte varie melodie: tra gli autori figurano Johann Schelle e Johann Sebastian Bach.

## Storia
Il testo venne pubblicato nelle Geistliche Lieder, pubblicate a Wittenberg nel 1543.
Nel 1609, al testo è stata adattata da Michael Praetorius la melodia del canto natalizio Puer nobis nascitur.

## Testo
Il testo, che si compone di 6 versi  e tratta di eventi relativi alla Nascita di Gesù, si basa sui versetti del Vangelo di Matteo 2:6 e del Vangelo di Luca 2:10-11.
Vom Himmel kam der Engel Schar,

erschien den hirten offenbar;

sie sagten ihn': "Ein Kindlein zart,

das liegt dort in der Krippen hart.

Zu Bethlehem, in Davids Stadt,

wie Micha das verkündet hat,

es ist der herre Jesus Christ,

der euer aller Heiland ist.

Vom Himmel kam der Engel Schar,

erschien den hirten offenbar;

sie sagten ihn': "Ein Kindlein zart,

das liegt dort in der Krippen hart.

Zu Bethlehem, in Davids Stadt,

wie Micha das verkündet hat,

es ist der herre Jesus Christ,

der euer aller Heiland ist.

Des sollt ihr alle fröhlich sein,

daß Gott mit euch ist worden ein.

Er ist geborn eu'r Fleisch und Blut,

eu'r Bruder ist das ewig Gut.

Was kann euch tun die Sünd und Tod?

Ihr habt mit euch den wahren Gott;

laßt zürnen Teufel und die Höll,

Gottes Sohn ist worden eu'r Gesell.

Er will und kann euch lassen nicht,

setzt ihr auf ihn eu'r Zuversicht;

es mögen euch viel fechten an:

dem sei Trotz, der's nicht lassen kann.

Zuletzt müßt ihr doch haben recht,

ihr seid nun worden Gotts Geschlecht.

Des danket Gott in Ewigkeit,

geduldig, fröhlich allezeit.

## Adattamenti in lingua inglese
Il brano è stato adattato in lingua inglese con i titoli Let All Our Hearts Rejoice (adattamento ad opera di Jonathan Whittemore) e From Yon Ethereal Heavens